# Экзистенциальный психоанализ
Экзистенциа́льный психоана́лиз (от лат. existentia — существование и греч. psychе — душа + analysis — разложение, расчленение) — техника экзистенциальной психотерапии, впервые рассмотренная Жаном-Полем Сартром. Принципом этого психоанализа, в отличие от фрейдовского, является то, что человек есть завершённая целостность, а не набор качеств, вступающих в конфликт с биологическими инстинктами; следовательно, он полностью выражается в своих симптомах, жестах, словах, мимике, а не реконструируется из них.
Цель экзистенциального психоанализа — выявить фундаментальный выбор человеческого бытия посредством наблюдения за его различными проявлениями.

## Основные положения
Рассматривая эмпирический психоанализ Фрейда, Сартр замечал, что ошибка метода состоит в том, что Фрейд считает психологическое исследование завершенным, как только оно достигает согласованной совокупности эмпирических желаний — и далее ведёт пациента к обретению этой согласованности (катарсис), которая была однажды блокирована, но продолжала своё существование в символическом выражении (невроз). Таким образом, Фрейд определяет человека, как связку приспособленных к ситуации склонностей, которая должна быть установлена эмпирическим наблюдением через толкование симптомов невроза.
В этом Сартр усматривал стремление свести сложную личность пациента к некоторым первичным желаниям — преимущественно сексуальным (у Фрейда). В таком случае, говорит Сартр, исчезал бы сам человек, становясь набором комплексов.
«Мы не найдем больше „того“, с которым случается то или другое приключение. …бытие, которое мы ищем, исчезает в пыли феноменов, связанных между собой внешними отношениями.»
Сартр предлагает направить психоанализ на действительно нередуцируемое, то есть на такой феномен, фундаментальная основа которого с очевидностью представала бы для нас базисной, укоренённой в самой сущности человека (а не была бы представлена как постулат психолога и результат его отказа или неспособности идти дальше психических явлений).
Во второй главе своего основополагающего труда «Бытие и Ничто» в котором изложены основные принципы экзистенциального психоанализа Сартр пишет:
«…это требование основано на доонтологическом понимании человеческой реальности и на сознательном отказе рассматривать человека как анализируемого и сводимого к первичным данным, к определённым желаниям (или „склонностям“)»
Сближаясь таким образом с гуссерлианским понятием априорности.

## Критика бессознательного
Эмпирический психоанализ Фрейда постулирует существование бессознательного, которое избегает интуиции субъекта. Экзистенциальный же психоанализ отвергает постулат бессознательного, но заявляет, что фундаментальный проект личности никогда не вытесняется в некую бессознательную область ни в какой из своих частей и полностью переживается субъектом. Однако это вовсе не означает, что собственный проект жизни должен быть познан субъектом без определённых шагов к такому познанию.
Экзистенциальный психоанализ опирается на феноменологическую редукцию, а не на гипотезу бессознательного, допущенного Фрейдом для описания наблюдаемых им психических процессов. Поскольку опыт рефлексии у человека исключает существование среды, в которой бы его жизнь протекала без отображения в сознании, постольку существование бессознательного как некоего тумана, мистическим образом воздействующего на нашу проницательность, экзистенциальный психоанализ отрицает.
«Но если субъекту дана способность понимать знаки (своих симптомов), не означает ли это одновременно, что бессознательное становится сознательным? …таким образом от экзистенциального психоанализа нужно требовать решающей и окончательной интуиции субъекта».
Правильней было бы говорить не о бессознательном, как о некой среде, а скорее о нахождении чувств и взглядов субъекта в зависимости от натуралистической установки, и о переходе от такой установки к феноменологической (коперниканский переворот), как о способе изменения процесса познания и собственно привычного взгляда.

## Базисные комплексы
Ключевым признаком человеческого существования экзистенциальный психоанализ видит желание субъекта. Желание, в свою очередь, раскрывается в феноменологическом опыте как недостаток бытия. Как таковое, оно прямо вписано в бытие, недостатком которого оно является. Исходя из способа восполнения дефицита бытия, чьей полноты всегда недостаёт человеку, Сартр выделяет два базисных комплекса, выражающих направленность существования.

### Комплекс Актеона
Комплекс Актеона — это одна из разновидностей обладания миром через рассматривание.
Сартр замечает, что любознательность у животных всегда сексуальна или связана с пищей. Познавать — это значит есть глазами. Для ребёнка познать — значит действительно съесть. Он хочет попробовать то, что он видит.
«Рассматривание является пользованием, видеть — значит лишать невинности. Всякое исследование включает всегда идею обнаженности, наготы, которую раскрывают, устраняя помехи, её скрывающие, как Актеон раздвигает ветви, чтобы лучше видеть купающуюся Диану».

### Комплекс Ионы
Комплекс Ионы являет собой углубление комплекса Актеона.
Познаваемое усваивается наблюдателем, становится его мыслью, и тем самым получает признание своего существования от этого наблюдателя. Но это усвоение не завершается слиянием наблюдателя с предметом, поскольку познаваемое остается на том же месте, как и наблюдатель на своём. Переваренное, но не присвоенное — как Иона во чреве кита.

## Dasein-анализ
Основная статья: Dasein-Анализ
Феноменологическая редукция также была взята и за основу экзистенциального психоанализа, разрабатываемого Медардом Боссом. Он получил название Дазайн-Анализ.
Также как и Сартр, Босс видел реализацию экзистенциального психоанализа в переходе от натуралистической установки к феноменологической, в преодолении всех предвзятых понятий и «субъективистских» интерпретаций, заслонивших бытие от человека. Необходимо, по его словам, постигнуть «непосредственно данные объекты и феномены человеческого мира», то есть феноменологически описать изначальный уровень соотнесенности человека с миром, отбросив объяснительные конструкции, искажающие непосредственную данность феномена. К таким конструкциям Босс относит, в частности, психоаналитический понятийный аппарат.

## Феноменологическая психотерапия
Другой психиатр, решивший обратиться к философии экзистенциализма, Людвиг Бинсвангер, также полагал, что феноменологическая редукция является тем инструментом, который выводит эмпирический психоанализ на новый, более фундаментальный уровень.
Бинсвангер, отталкиваясь от принципов философии Мартина Хайдеггера, считал, что психопатология имеет своим истоком особенности строения «жизненного мира» пациента. Неврозы и психозы являются осмысленными способами трансцендирования, отражением мира и самой экзистенции. Симптомы различных психических расстройств возникают в связи с ограниченностью горизонта видения, что препятствует подлинному существованию человека и может вести к психическому заболеванию.